# Todo es posible en el bajo
Todo es posible en el bajo es una serie de televisión estrenada en Telemadrid en 2012 y producida por Alba Adriática (Filial de la productora Miramón Mendi). Se estrenó el 12 de abril de 2012 donde mostraba las divertidas reacciones de una familia que viven en un mismo edificio ante situaciones similares que abordan en su vida cotidiana. 

## Personajes
- Belén, papel interpretado por Ana Asensio.
- Carlos, papel interpretado por Paco Manzanedo.
- Paula, papel interpretado por Rocío Muñoz.
- Quique, papel interpretado por Carlos Caminos.
- Laura, papel interpretado por Eva Marciel.
- Jaime, papel interpretado por Mikel Tello.
- Daniel, papel interpretado por Ramón San Román.
- Javi, papel interpretado por Guillermo Estrella.
- Luz, papel interpretado por Lucía Ramos.
- Carlos, papel interpretado por Joan Llaneras.
- Juana, papel interpretado por Mara Ballesteros.

### Cameos
- Natalia Rodríguez como ella misma (cap. 2).
- Silvia Gambino como Silvia (cap. 3).

## Sinopsis
Todo es posible en el bajo comienza con la separación de Carlos y Laura de Belén y Jaime respectivamente. Al conocerse entre ellos, surgió el amor y pusieron fin a sus matrimonios.
Belén y Jaime son abandonados y les dejan con los hijos y los animales. Será con ellos con los que inicien una nueva vida aunque tendrán también que juntarse en algunas ocasiones aflorando la tensión entre los cinco hijos que suman entre Carlos y Laura: Daniel, Javi, Luz, Paula y Kike.

## Episodios
| # | Título                                 | Fecha de emisión         | Espectadores y share |
| - | -------------------------------------- | ------------------------ | -------------------- |
| 1 | «Somos amantes y residentes en Madrid» | 12 de abril de 2012      | 84 000 - 3%          |
| 2 | «Juntos pero muy revueltos»            | 19 de abril de 2012      | 26 000 - 0,9%        |
| 3 | «No estamos solos»                     | 19 de abril de 2012      | 42 000 - 1,7%        |
| 4 | «El lago de los buissness»             | 15 de septiembre de 2012 | 96 000 - 3,3%        |

- Datos: Q6147921